# Residuanalyse
Residuanalyse is een multidisciplinair onderzoeksdomein waarbij de samenstelling, de aard en de hoeveelheden van organische residuen bestudeerd wordt. Deze organische residuen zijn (resten van) scheikundige verbindingen en kunnen zowel van dieren of planten afkomstig zijn, als vanuit de omgeving, bijvoorbeeld van pesticiden. Residuanalyse vindt zijn toepassingen onder meer in de voedingsindustrie, de milieuwetenschappen, het forensisch onderzoek en in de archeologie.

## Residuanalyse in de archeologie
Heel wat archeologische artefacten bevatten nog organische residuen, die intact gebleven zijn (bv. oude zalf, flessenstoppers uit bijenwas), aan het oppervlak zijn blijven kleven (bv. stenen werktuigen) of geabsorbeerd zijn in een poreuze microstructuur zoals in ongeglazuurd aardewerk, beenderen, schelpen, enzovoort. Ook in de bodem kunnen bepaalde lipiden zelfs duizenden jaren overleven.
Vooral keramieken potten zoals amforen, kruiken, kookpotten en vaasjes zijn belangrijke bronnen van informatie aangezien ze in groten getale worden teruggevonden. Ze kunnen een grote verscheidenheid aan biomoleculen bevatten zoals lipiden, polyfenolen, proteïnen en DNA. Deze biomoleculen getuigen van de antieke exploitatie van natuurlijke producten en kunnen informatie verschaffen over de vroegere eetgewoonten en culturele gebruiken.

### Lipiden
Lipiden zijn in de archeologie het meest bestudeerd omdat ze veel beter bewaard blijven dan andere organische residuen. Bovendien kunnen ze niet uitgespoeld worden met het grondwater. Vetten, en in het bijzonder de distributie van vetzuren, zijn een weerspiegeling van het dieet van oude culturen. Naast het nutritionele aspect dienen lipiden eveneens als brandstof, polijst-, smeer-, bind- en vernismiddel, basis voor parfums, heelkundige en cosmetische zalf, en grondstof voor kunstwerken. Harsen zijn gekarakteriseerd door een chemische samenstelling bestaande uit terpenoïden en worden gebruikt als geurstof (wierook, mirre, olibanum) of als sieraad (kopal, barnsteen) of als grondstof voor teer of pek. Pek werd onder andere gebruikt om aardewerk ondoorlaatbaar te maken voor wijn en olie, of om schepen waterdicht te maken.
Ten slotte zijn 5β-stanolen, intestinale metabolieten van sterolen zoals cholesterol, en galzuren geschikt als fecale biomoleculen of biomerkers. Ze kunnen vele duizenden jaren bewaard blijven en verschaffen informatie over afvalverwerking en bemestingspraktijken in de oudheid.

### Polyfenolen
Polyfenolen zijn heel wat moeilijker te bestuderen dan lipiden. Ze lossen veel beter op in water, waardoor ze makkelijker uitspoelen met het grondwater. Het zijn echter belangrijke indicatoren voor wijn, maar komen ook voor in fruit, groenten, noten en granen. Aan de hand van wijnsteenzuur en een bepaald polyfenol dat specifiek is voor rode wijn (syringinezuur) hebben onderzoekers de aanwezigheid van zowel witte als rode wijn in amforen uit het graf van Toetanchamon kunnen aantonen.

### Proteïnen
Ook proteïnen zijn veel meer dan lipiden onderworpen aan allerhande degradatieprocessen zoals denaturatie, hydrolyse van peptidebindingen, decarboxylatie en deaminatie van aminozuren en racemisatie. In gunstige omgevingscondities kunnen ze echter bewaard blijven in aardewerk, beenderen of op stenen werktuigen. In vergelijking met lipiden zijn ze echter specifieker en zijn ze in staat om tot op species-niveau te identificeren.

### DNA
DNA is een klasse van biomoleculen met een nog grotere specificiteit dan proteïnen. In het forensische onderzoek zijn determinaties tot op individu-niveau courant. Maar omdat DNA geen millennia bewaard blijft, is het DNA-onderzoek in de archeologie niet zo vanzelfsprekend. Nochtans zijn er een aantal succesvolle studies. In een studie van amforen uit een 2400 jaar oud scheepswrak bracht DNA-onderzoek aan het licht dat de oorspronkelijk inhoud bestond uit olijfolie en oregano in een eerste amfoor en hars van mastiekboom in een tweede amfoor.

## Analysetechnieken
De analysetechnieken zijn net zo divers als de verschillende soorten biomoleculen. Lipiden en polyfenolen worden doorgaans met chromatografische technieken bestudeerd: gas- en vloeistofchromatografie (GC en LC) al dan niet gekoppeld met (tandem) massaspectrometrie, isotopenratio-massaspectrometrie, pyrolyse-chromatografie. Het polyfenolengehalte kan ook colorimetrisch bepaald worden. Voor de analyse van proteïnen zijn cross-over immunoelektroforese (CIEP), ELISA, radio-immuno assay en Western Blot gebruikte technieken. De racemisatie van aminozuren kan ook met HPLC of chirale GC onderzocht worden. DNA kan geanalyseerd worden door enzymatische amplificatie van het DNA door middel van de PCR-techniek.